# Col de Néronne
Le col de Néronne est un col routier situé dans le Massif central en France. À une altitude de 1 241 mètres, il se trouve en région Auvergne-Rhône-Alpes, dans le département du Cantal, en limite des communes de Saint-Paul-de-Salers et du Falgoux.

## Accès
Le col se trouve à l'intersection des routes départementales 37 et 680.

## Géographie
Il se trouve en lisière de la forêt communale du Falgoux et dans le parc naturel régional des volcans d'Auvergne.

## Histoire
Initié par des ouvriers qui construisaient le barrage de l'Aigle, un maquis de Résistants dirigé notamment par André Decelle (alias commandant Didier)  se retrouvait et s'entraînait dans les burons près du col. Après un important parachutage d'armes le 14 juillet 1944 dans le cadre de l'opération Cadillac, plus de 1 000 hommes furent progressivement opérationnels. 
Un des burons est devenu un musée de la Résistance à l'initiative de l'Amicale des compagnons du barrage de l’Aigle.

## Activités

### Cyclisme
Il est emprunté par le Tour de France en 1959, sans toutefois compter pour le classement de la montagne, puis à 4 reprises.
| Année | Étape | Catégorie | 1er au sommet         |
| ----- | ----- | --------- | --------------------- |
| 2024  | 11e   | 2         | Ben Healy             |
| 2020  | 13e   | 2         | Maximilian Schachmann |
| 2016  | 5e    | 3         | Thomas De Gendt       |
| 2004  | 10e   | 2         | Richard Virenque      |